# جيمس شيبرد بايك
جيمس شيبرد بايك (بالإنجليزية: James Shepherd Pike)‏ هو صحفي أمريكي، ولد في 8 سبتمبر 1811، وتوفي في 29 نوفمبر 1882.